# Carlos Retegui
Carlos Retegui (San Fernando, 19 de diciembre de 1969) es un exjugador de hockey sobre césped, entrenador y político argentino. Es padre de la jugadora de hockey sobre césped Micaela Retegui y el futbolista Mateo Retegui, quien actualmente juega para el Atalanta B. C. y la Selección italiana de fútbol.

## Carrera deportiva
Como jugador, integró la Selección argentina durante 17 años (1989-2006) participando en tres Juegos Olímpicos consecutivos (1996, 2000, 2004). Además, ganó tres medallas de oro (1991, 1995, 2003) y una de plata (1999) en los Juegos Panamericanos. 
Jugó para el Club San Fernando con el que salió campeón metropolitano en 2006. También jugó para los clubes Universitario, Náutico y la Selección de Mar del Plata.
Como entrenador, dirigió al Deportivo Terrassa de Barcelona, con el que salió campeón de España y de Europa. En 2008, reemplazó a Sergio Vigil para dirigir a la Selección masculina argentina. Durante su gestión, la selección obtuvo el tercer lugar en el Champions Trophy de 2008 y posteriormente, un histórico tercer puesto en el Campeonato Mundial 2014 y la medalla de oro en los Juegos Panamericanos de 2015. En 2016, condujo al equipo nacional que se consagró campeón olímpico en los Juegos Olímpicos de Río de Janeiro.
En 2009, sucedió a Gabriel Minadeo como entrenador de la Selección femenina argentina con la que salió campeón en el Campeonato Mundial 2010 disputado en la ciudad de Rosario, Argentina. Durante los años siguientes, bajo su dirección técnica, la selección también obtuvo los Champions Trophy 2009, 2010 y 2012, el segundo puesto en 2011, medalla de plata en los Juegos Olímpicos de Londres 2012 y en los Juegos Olímpicos de Tokio 2020, y el tercer puesto en el Campeonato Mundial 2014.
En 2020 fue premiado con el Diploma al Mérito Konex como uno de los cinco mejores directores técnicos de la última década en Argentina.

## Política
Fue concejal del Partido de San Fernando (Provincia de Buenos Aires) por el Frente para la Victoria en el mandato 2015-2019.